# Dúvida razoável
A dúvida razoável é o padrão tradicional de prova que deve ser excedido para garantir um veredicto de culpado em um caso criminal em um tribunal, da jurisdições do common law. A frase "além de uma dúvida razoável" significa que as provas apresentadas e os argumentos apresentados pela acusação estabelecem a culpa do réu tão claramente que devem ser aceitos como fatos por qualquer pessoa racional.

## Conceito
De acordo com a lei dos Estados Unidos da América,  um réu é considerado inocente até que se prove o contrário. Se o juiz ou júri tiver uma dúvida razoável sobre a culpa do réu, o réu não pode ser condenado. Simplificando, a dúvida razoável é o mais alto padrão de prova usado em qualquer tribunal. É usado exclusivamente em casos criminais versus casos civis porque uma condenação criminal pode privar o réu da liberdade ou mesmo da vida. O padrão de prova além de uma dúvida razoável é amplamente aceito em todo o mundo. O conceito de dúvida razoável é imposto apenas em casos criminais porque as consequências de uma condenação são graves.
O conceito de dúvida razoável não está explicitamente declarado na Constituição dos Estados Unidos. No entanto, um dos princípios básicos do sistema legal dos EUA é que é pior condenar um inocente do que deixar um culpado em liberdade. A pessoa acusada é considerada inocente até prova em contrário. Como tal, o ônus da prova recai sobre a acusação para provar seu caso além de uma dúvida razoável. A prova além de uma dúvida razoável é necessária apenas em casos criminais porque as penalidades potenciais são severas.

## Origens
"Além de uma dúvida razoável"  é um padrão legal de prova exigido para validar uma condenação criminal na maioria dos sistemas jurídicos com existência de contraditório.  É um padrão de prova mais alto do que o equilíbrio de probabilidades (comumente usado em questões civis) e geralmente é reservado para questões criminais onde o que está em jogo (ou seja, a vida ou a liberdade de alguém) é considerado mais grave e, portanto, merecedor de um limiar mais alto.
A acusação em questões criminais normalmente tem o ônus da prova e é obrigada a provar seu caso além de qualquer dúvida razoável. Isso significa que, para que um réu seja considerado culpado, o caso apresentado pela promotoria deve ser suficiente para remover qualquer dúvida razoável na mente do juiz ou júri de que o réu é culpado do crime de que é acusado. O termo "dúvida razoável" pode ser criticado por ter uma definição circular. Portanto, as jurisdições que dependem desse padrão de prova geralmente contam com medidas adicionais ou suplementares, como instruções específicas do júri, que simplificam ou qualificam o que se entende por "dúvida razoável". O princípio para a exigência de que um caso criminal seja provado além de uma dúvida razoável (em oposição ao balanço de probabilidades) pode ser atribuído à formulação de Blackstone de que "é melhor que dez culpados escapem do que um inocente sofra ", ou seja, se houver alguma dúvida de que uma pessoa é culpada, é melhor que ela seja absolvida do que correr o risco de um inocente ser condenado.
Os sistemas jurídicos tendem a evitar a quantificação do padrão de dúvida razoável (por exemplo, como "mais de 90% de probabilidade")  embora juristas de várias perspectivas analíticas tenham argumentado a favor da quantificação do padrão de prova criminal.  O direito romano medieval, seguido pelo jurista inglês Edward Coke, expressou uma ideia semelhante ao exigir "provas mais claras que a luz" para a condenação criminal. A formulação "além da dúvida razoável" é característica dos sistemas jurídicos anglófonos desde o século XVIII.

## Outros padrões de prova
Outros padrões de prova comumente usados são evidências claras e convincentes que estão um passo acima da preponderância da evidência.
- Evidências claras e convincentes: O juiz ou jurados concluíram que há uma alta probabilidade de que os fatos do caso apresentados por uma das partes representem a verdade. O padrão de evidência clara e convincente é usado em alguns casos civis e pode aparecer em alguns aspectos de um caso criminal, como uma decisão sobre se um réu está apto a ser julgado. A linguagem aparece em várias leis estaduais dos EUA.[4]
- Preponderância das evidências: Ambos as partes apresentam seus casos, e um delas parece mais provável de ser verdade. A maioria dos casos civis exige uma "preponderância da evidência", pois esse é um padrão mais baixo de prova.[4]

## Presunção de inocência
Em um tribunal, o acusado é inocente até que se prove a culpa (ou seja, há presunção de inocência). É um componente essencial no sistema judicial e também é considerado um direito humano. O ônus da verdade recai sobre a equipe de acusação e deve provar que o acusado é culpado além de qualquer dúvida razoável em um julgamento. O ônus da verdade significa que todos os fatores devem ser provados além de qualquer dúvida razoável antes que o acusado seja culpado de um crime.

## Exemplo do mundo real de dúvida razoável
O julgamento de assassinato de O.J. Simpson em 1995 fornece um exemplo do conceito de dúvida razoável na prática. 2 O ex-astro do futebol foi acusado do assassinato de sua ex-mulher, Nicole Brown Simpson, e seu amigo, Ron Goldman. Haviam provas incriminatórias substanciais contra Simpson, incluindo seu DNA na cena do crime e sangue em seu carro. Para combater essa montanha de evidências, Simpson montou um grupo jurídico formidável (advogados/especialistas) que começaram a tentar criar dúvidas sobre a culpa do acusado, na mentes dos jurados. Seu caso procurou lançar dúvidas sobre a validade das provas de DNA e a integridade dos policiais que investigaram o assassinato.
Um dos destaques do julgamento ocorreu no tribunal quando Simpson tentou puxar uma luva de couro ensanguentada que havia sido recuperada em sua propriedade e mostrou que sua mão não cabia nela. Em suas alegações finais, o principal advogado de defesa Johnnie Cochran declarou que “se não se encaixar, você deve absolver”. Cochran listou 15 pontos de dúvida razoável no caso.  Após menos de quatro horas de deliberações, o júri considerou Simpson inocente em ambas as acusações de assassinato. Um ano depois, as famílias de ambas as vítimas entraram com uma ação civil por homicídio culposo contra Simpson. Com base no padrão mais baixo de prova, o da preponderância das provas, o júri considerou Simpson responsável pelas mortes e concedeu às famílias US$ 8,5 milhões em danos.

## A prova da dúvida razoável
Você prova dúvidas razoáveis investigando e coletando evidências, incluindo depoimentos, se apropriado, para provar que um acusador não cometeu o crime do qual é acusado. Os advogados devem usar todas as vias legais para buscar a verdade e provar, além de qualquer dúvida razoável, que seu cliente é inocente.
Pode ser difícil responder quanta "dúvida sobre o caso"  é razoável porque cada processo judicial, juiz e júri pesará todas as evidências, e os resultados podem assumir formas diferentes dependendo do caso. Dúvida razoável significa um alto grau ou nível de certeza baseado na evidência fornecida de que o acusador é inocente.  Os três ônus da prova são "além de uma dúvida razoável", "causa provável" e "suspeita razoável".

## Por jurisdição

### Reino Unido

#### Inglaterra e País de Gales
No direito consuetudinário inglês anterior ao padrão de dúvida razoável, julgar em julgamentos criminais tinha graves repercussões religiosas para os jurados. De acordo com a lei judicial anterior à década de 1780: "o jurado que considera qualquer outra pessoa culpada, está sujeito à vingança de Deus sobre sua família e comércio, corpo e alma, neste mundo e no que há de vir".  Também se acreditava que "em todo caso de dúvida, onde a salvação de alguém está em perigo, deve-se sempre seguir o caminho mais seguro... Um juiz que está em dúvida deve se recusar a julgar".  Foi em reação a esses medos religiosos essa "dúvida razoável" foi introduzida no final do século XVIII no direito comum inglês, permitindo assim que os jurados condenassem mais facilmente. Portanto, o uso original do padrão "dúvida razoável" era oposto ao seu uso moderno de limitar a capacidade de um jurado de condenar.
Júris em tribunais criminais na Inglaterra e no País de Gales não são mais normalmente orientados a considerar se há dúvida razoável sobre a culpa de um réu. Uma condenação de 2008 foi apelada depois que o juiz disse ao júri "Você deve estar convencido de culpa além de qualquer dúvida razoável". A condenação foi mantida, mas o Tribunal de Apelação deixou clara sua infelicidade com a observação do juiz, indicando que o juiz deveria ter dito ao júri simplesmente que antes que eles pudessem dar um veredicto de culpado, eles “devem ter certeza de que o réu é culpado”. .

O princípio de 'além da dúvida razoável' foi exposto em Woolmington v DPP [1935] UKHL 1: 
Os júris são sempre informados de que, se houver condenação, a acusação deve provar o caso além de qualquer dúvida razoável. Essa afirmação não pode significar que, para ser absolvido, o preso deve “satisfazer” o júri. Esta é a lei estabelecida no Tribunal de Apelação Criminal em Rex v. Davies 29 vezes LR 350; 8 Cr Ap. R 211, cuja nota de cabeçalho afirma acertadamente que, quando o dolo é ingrediente de um crime, não há ônus para o réu provar que o ato alegado foi acidental. Em toda a teia do Direito Penal inglês sempre se vê um fio de ouro, que é dever da acusação provar a culpa do preso, sujeito ao que já disse quanto à defesa da loucura e sujeito também a qualquer exceção legal . Se, no final e no conjunto do processo, houver uma dúvida razoável, criada pela prova apresentada pela acusação ou pelo recluso, sobre se o recluso matou o falecido com dolo, a acusação não o caso e o preso tem direito a uma absolvição. Não importa qual seja a acusação ou onde o julgamento.

### Canadá
No Canadá, a expressão "além de uma dúvida razoável" requer esclarecimento em benefício do júri.  A decisão principal é R. v. Lifchus ,  onde a Suprema Corte discutiu os elementos adequados de uma acusação ao júri sobre o conceito de "dúvida razoável" e observou que "[o] correto A explicação do ônus da prova é essencial para garantir um julgamento criminal justo”. Embora a Corte não tenha prescrito nenhuma redação específica que um juiz de primeira instância deve usar para explicar o conceito, recomendou alguns elementos que devem ser incluídos em uma acusação do júri, além de apontar comentários que devem ser evitados.
A Suprema Corte sugeriu que o conceito de prova além de uma dúvida razoável deveria ser explicado aos júris da seguinte forma:
- O padrão de prova além de uma dúvida razoável está inextricavelmente entrelaçado com aquele princípio fundamental para todos os julgamentos criminais, a presunção de inocência.
- O ônus da prova recai sobre a acusação durante todo o julgamento e nunca se transfere para o acusado.
- Uma dúvida razoável não é uma dúvida baseada em simpatia ou preconceito, mas sim baseada na razão e no bom senso.
- A dúvida razoável está logicamente ligada à evidência ou à ausência de evidência.
- Prova além de uma dúvida razoável não envolve prova com certeza absoluta. Não é uma prova além de qualquer dúvida, nem é uma dúvida imaginária ou frívola.
- É necessário mais do que a prova de que o acusado é provavelmente culpado. Um júri que conclui apenas que o acusado é provavelmente culpado deve absolver.[10]

A Corte também advertiu os juízes de primeira instância que deveriam evitar explicar o conceito das seguintes maneiras:
- Ao descrever o termo "dúvida razoável" como uma expressão ordinária que não tem significado especial no contexto do direito penal.
- Convidando os jurados a aplicarem à tarefa diante deles o mesmo padrão de prova que aplicam a decisões importantes, ou mesmo as mais importantes, em suas próprias vidas.
- Ao igualar a prova "além de uma dúvida razoável" à prova "a uma certeza moral".
- Ao qualificar a palavra "dúvida" com adjetivos diferentes de "razoável", como "sério", "substancial" ou "assustador", o que pode enganar o júri.
- Ao instruir os jurados que eles podem condenar se tiverem "certeza" de que o acusado é culpado, antes de fornecer-lhes uma definição adequada quanto ao significado das palavras "além de uma dúvida razoável".[10]

A Suprema Corte do Canadá, desde então, enfatizou em R. v. Starr  que uma maneira eficaz de explicar o conceito é dizer ao júri que a prova além de uma dúvida razoável "cai muito mais perto da certeza absoluta do que a prova em um equilíbrio de probabilidades." Não é suficiente acreditar que o acusado é provavelmente culpado, ou provavelmente culpado. A prova de culpa provável, ou culpa provável, não é prova além de uma dúvida razoável.

### Nova Zelândia
Na Nova Zelândia, os jurados normalmente são informados durante um julgamento que a ofensa deve ser provada "além de qualquer dúvida razoável", e os juízes geralmente incluem isso no resumo. Não há uma prescrição absoluta sobre como os juízes devem explicar dúvidas razoáveis aos júris. Os juízes geralmente dizem aos jurados que ficarão satisfeitos além de qualquer dúvida razoável se "sentirem certeza" ou "têm certeza" de que o réu é culpado.  De acordo com a direção do tribunal de apelação, os juízes fazem pouco para elaborar sobre isso ou para explicar o que isso significa.  Uma pesquisa publicada em 1999 descobriu que muitos jurados não tinham certeza do que significava "além de qualquer dúvida razoável". "Eles geralmente pensavam em termos de porcentagens, e debatiam e discordavam uns dos outros sobre a porcentagem de certeza necessária para 'além da dúvida razoável', interpretando-a variadamente como 100%, 95%, 75% e até 50%. isso produziu profundos mal-entendidos sobre o padrão de prova."  Em R v Wanhalla , o Presidente Young do Tribunal de Recurso estabeleceu um modelo de orientação do júri sobre o padrão de prova exigido para uma condenação criminal.

### Estados Unidos
A pedra angular da jurisprudência criminal americana é que o acusado é presumido inocente até que a culpa seja provada além de qualquer dúvida razoável.  A Suprema Corte dos Estados Unidos sustentou que "a cláusula do devido processo legal protege o acusado contra condenação, exceto mediante prova além de uma dúvida razoável de todos os fatos necessários para constituir o crime acusado".  A Suprema Corte dos Estados Unidos discutiu pela primeira vez o termo em Miles v. Estados Unidos : "A evidência sobre a qual um júri é justificado em devolver um veredicto de culpado deve ser suficiente para produzir uma condenação de culpa, com exclusão de qualquer dúvida razoável ." A Suprema Corte dos Estados Unidos estendeu o padrão de dúvida razoável aos processos de delinquência juvenil porque são considerados quase-criminosos.  "[Nós] explicitamente sustentamos que a cláusula do devido processo legal protege o acusado contra condenação, exceto mediante prova além de uma dúvida razoável de todos os fatos necessários para constituir o crime pelo qual ele é acusado."
Os júris devem ser instruídos a aplicar o padrão de dúvida razoável ao determinar a culpa ou inocência de um réu criminal. No entanto, os tribunais têm lutado para definir o que constitui uma dúvida razoável. Há desacordo sobre se o júri deve receber uma definição de "dúvida razoável".  Alguns tribunais estaduais proibiram completamente o fornecimento de uma definição aos júris.  Em Victor v. Nebraska (1994), a Suprema Corte dos EUA expressou desaprovação das instruções pouco claras sobre dúvidas razoáveis em questão, mas não chegou a estabelecer uma instrução exemplar para o júri. A dúvida razoável passou a existir no direito comum inglês e destinava-se a proteger os jurados de cometer um pecado potencialmente mortal, uma vez que somente Deus pode julgar o homem. A ideia era aliviar a preocupação de um jurado sobre a condenação por julgar um próximo.  Como não há instrução formal do júri que defina adequadamente a dúvida razoável, e com base nas origens da doutrina e sua evolução, a dúvida razoável pode ser resolvida determinando se existe uma explicação alternativa para os fatos que parece plausível. Se sim, então há dúvida razoável e o acusado deve ser absolvido.

### Japão
Desde 1945, o Japão também opera por um padrão de "dúvida razoável", incluindo a doutrina do in dubio pro reo, que foi instituída pela Suprema Corte durante um controverso julgamento de assassinato em 1975 (o caso Shiratori levado à Suprema Corte do Japão, veja por exemplo notas sobre Shigemitsu Dandō). No entanto, isso não é considerado um padrão essencial no Japão e os juízes de nível inferior às vezes o desconsideram.